# UTC+5:30
UTC+5:30 — часовий пояс, що використовується як:
- Стандартний індійський час
- Часовий пояс Шрі-Ланки

## Використання

### Постійно протягом року
- Індія
- Шрі-Ланка

### Як літній час
Зараз не використовується

## Історія використання
Додатково час UTC+5:30 використовувався:

### Як стандартний час
- Бангладеш (1942)
- Пакистан (1906-1951)

### Як літній час
Ніколи не використовувався